# Zdvihový objem

Kompletní pracovní cyklus čtyřválcového, čtyřdobého motoru

Zdvihový objem je část pracovního prostoru všech válců v pístovém motoru s přímočarým vratným pohybem pístu, vymezený horní a dolní úvratí. Zdvihový objem neznamená celkový objem pístového motoru, protože i v horní úvrati pístu zůstává část pracovního prostoru s nenulovým objemem. Tento prostor nazýváme spalovací prostor. Proto se dá zdvihový objem definovat i jako rozdíl objemů pracovního prostoru mezi dolní a horní úvratí.
Zdvihový objem se označuje Vz a závisí od vzdálenosti mezi úvratěmi tzv. zdvihu (odtud název) a průmětu plochy pístu do roviny kolmé na osu jeho pohybu. Udává se v jednotkách objemu, prakticky nejčastější v litrech nebo krychlových centimetrech.
Jestliže předpokládáme kruhový průřez pístu, použitý u většiny pístových strojů, potom platí:
{\displaystyle V={\frac {\pi }{4}}\cdot {d^{2}}\cdot Z\cdot n}
- d – průměr pístu nebo průměr vrtání válce
- Z – zdvih pístu nebo vzdálenost mezi horní a dolní úvratí
- n – počet válců stroje

## Význam zdvihového objemu
Zdvihový objem se používá na porovnávání velikosti pístových strojů, protože je to veličina, na které přímo závisí výkonové parametry stroje.
Když se vybrané parametry pístového stroje vydělí zdvihovým objemem, získáme tak porovnávací parametry, pomocí kterých můžeme porovnat navzájem i stroje různých velikostí. Příkladem takového parametru je litrový výkon – podíl výkonu a zdvihového objemu, vyjádřeného v litrech.